# Anilocra chromis
Anilocra chromis es una especie de crustáceo isópodo marino del género Anilocra, familia Cymothoidae.
Fue descrita científicamente por Bunkley-Williams & Williams en 1981.

## Distribución
Esta especie se encuentra en Puerto Rico y el Atlántico tropical.